# Wives Under Suspicion
Wives Under Suspicion (en España: El beso revelador) es una película de crímenes estadounidense de 1938 basada en una obra de Ladislas Fodor de 1932 que ya se había adaptado previamente al cine en The Kiss Before the Mirror. Esta versión fue dirigida por James Whale y está protagonizada por Warren William, Gail Patrick, Ralph Morgan y Constance Moore. En 1966, la película pasó a ser de dominio público en los Estados Unidos porque los creadores no renovaron su registro de derechos de autor 28 años después de su publicación.

## Sinopsis
Un marido, debido a las constantes infidelidades de su esposa, decide asesinarla. El fiscal del distrito charla con el asesino que, lleno de remordimientos, le va explicando cómo descubrió la traición de su mujer. El fiscal empieza entonces descubrir que en su matrimonio se dan síntomas muy parecidos.

## Reparto
- Warren William - Fiscal de distrito Jim Stowell
- Gail Patrick - Lucy Stowell
- Constance Moore - Elizabeth
- William Lundigan - Phil
- Ralph Morgan - Profesor Shaw MacAllen
- Cecil Cunningham - "Sharpy"
- Samuel S. Hinds - David Marrow
- Milburn Stone - Eddie Kirk
- Lillian Yarbo - Creola
- Jonathan Hale - Dan Allison